# 魯璡煥
魯 璡煥（ノ・ジヌァン、ノ・ジンファン、朝鮮語: 노진환、1928年6月30日 - 2000年3月6日）は、大韓民国の政治家、経営者。第8・9代韓国国会議員。本貫は咸平魯氏。

## 経歴
光州出身。高麗大学校政治科、ペンシルベニア大学卒、同校大学院国際政治学専攻修了。ワシントン・ホリデー・イン経営会社総支配人、在米ワシントン韓国僑民会会長、ワシントン・アジア問題研究所顧問を歴任した後、帰国後は第8代総選挙の繰り上げで全国区から共和党の国会議員に初当選し、1973年の第9代総選挙では維政会所属の国会議員に再選した。また、1972年2月25日から1973年2月24日までに第10代大韓ホッケー協会長を務めた。
2000年3月6日夜11時ごろに持病により死去、享年72。

## エピソード
在ワシントン韓人会長を務めた間には丁一権の愛人であった鄭仁淑の面倒を見た。